# Абсолют
Абсолют, абсолютизм (від лат. absolutus — безумовний, необмежений, незалежний) — в ідеалістичній філософії і релігійних тлумаченнях — вічна, незмінна нескінченна першооснова Всесвіту (бог, абсолютна ідея тощо). Те, що нічим не зумовлене, ні від чого не залежне.
Абсолютне завжди визначене собою, те, що існує через себе, а отже самостійне і незалежне. Разом з тим категорія «абсолютне» означає й «досконале», «повне». Абсолютне розкривається у своїх визначеннях, відрізняє себе в своїх властивостях і проявляється самим собою у всіх відношеннях. Поняття метафізики, що позначає те, що не піддане законам народження й смерті, становлення, а тому вічне, незмінне й досконале. Абсолют — це «позамежне» стосовно людської спроможності почуттєвого сприйняття. Поняття «абсолют» передбачає безумовне існування досконалої першооснови буття (Бог, Дух, Ідея, Слово, і т. д.).
Як синоніми абсолюту наводяться: абсолютний дух, абсолютна ідея, Безмежність, Абсолютний Розум, Мудрість, абсолютна свідомість і абсолютне буття.
Матеріалістична філософія відкидає ідеалістичне поняття абсолюту і визнає єдиною основою Всесвіту матерію, яка існує вічно в русі і розвитку.

## Основні відомості
Термін вперше з'явився в давньоримській філософії, але набув широкого поширення тільки в XVIII столітті завдяки Мозесу Мендельсону і Фрідріху Генріху Якобі, які їм позначали категорію «Бога, або Природи» в пантеїстичної філософії Бенедикта Спінози. Вічна незмінна першооснова світу, першооснова всього сущого, яке мислиться єдиним, загальним, безначальним, нескінченним і протистоїть всякому відносному і зумовленому буттям. Абсолют є результатом узагальнення понять. Абсолютна протиставляється відносному (або релятивному) — умовному, залежному від тих чи інших умов, минущого, тимчасового. У давньогрецькій філософії абсолютне витлумачувалося як сторона досконалості, завершеності, самодостатності і виражалося поняттями «за своєю природою», «саме по собі», «в чистому вигляді»; йому протиставлялося відносне як залежне від іншого або таке, що належить до іншого.

## Поняття в філософії
Для Піфагора абсолют — це Одиниця; для Платона — Єдине або Благо; у Арістотеля — "Перводвигатель Конфуцій розумів під абсолютом — Піднебесну; Шанкара — Брахмана; у Йоганна Готліба Фіхте — абсолютне «Я»; Лао Цзи — дао (чисте небуття, природний порядок всіх речей); Георг Фрідріх Вільгельм Гегель — абсолютну ідею.
Особливо широко термін «абсолютне» використовувався в середньовічній філософії, причому в різних сенсах. Під абсолютним розумілося, зокрема: вільний від матеріальних умов, від випадковості; застосувати до всякого буття; необумовлене; не пов'язане з якимись причинами; вільний від розумових обмежень.
У сучасній філософії багатозначність абсолютного збереглася. Абсолютна може означати вчинене, завершене, універсальне, необумовлене, вільний від обмежень, а також невимовне, не здатне бути предметом думки, суворе, буквальне, беззастережне, яка не є символічним або метафоричним. Наприклад: «абсолютна істина», «абсолютний простір», «абсолютна Его», «абсолютна Необумовлене» і т. П.

## Поняття в релігії
В монотеїстичних релігіях поняття абсолюту співвідноситься з уявленнями про Бога: юдаїзм і каббала — Ейн соф, християнство — Бог Отець; іслам — Аллах; в індуїстських релігіях: індуїзм — Брахман; буддизм — Аді-Будда; даосизм — Дао.